# Китайское национальное радио
Центральная народная радиовещательная станция (кит. упр. 中央人民广播电台, англ. China National Radio,CNR) — китайская государственная радиоорганизация, основанная 30 декабря 1940 года. Расположена в Пекине.

## История
Центральная народная радиовещательная станция была основана 30 декабря 1940 года, когда начала вещание радиостанция «Синьхуа» в Яньань (кит. упр. 延安新华广播电台), которую оснастил советскими устройствами Чжоу Эньлай. Весной 1943 года её вещание было приостановлено, вновь возобновлено в августе 1945 года. В марте 1947 года стала называться Шэньбэйской радиостанцией «Синьхуа» (кит. упр. 陕北新华广播电台). Когда в марте 1949 года ЦК КПК переместился в Бэйпин, стала называться Бэйпинской радиостанцией «Синьхуа», а с сентября этого года — Пекинской радиостанцией «Синьхуа».
5 декабря 1949 года Центральным народным правительством КНР название радиостанции было изменено на Центральная народная радиовещательная станция, одновременно была запущена Первая программа. В 1954 году была запущена Вторая программа. В 1985 году на ультракоротких волнах была запущена радиостанция Music Radio. В 1998 году английским названием радиостанции стало China National Radio. В 2003 году CNR запустила радиостанцию YouRadio FM 101.8.

## Радиостанции

### Основные радиостанции
- Голос Китая (кит. упр. 中国之声)
- China Business Radio[кит.] (кит. упр. 经济之声)
- Music Radio
- YouRadio FM 101.8

Доступы через эфирное радиовещание (аналоговое на УКВ CCIR, The Voice of China и China Business Radio на СВ)

### Международные радиостанции
- China Radio International на
  - (Международный уровень)
    - Севернокитайском (мандаринском)
    - Кантонском
    - Эсперанто

  - (Европа)
    - (Западная Европа)
      - Немецком
      - Английском
      - Французском
      - Нидерландском

    - (Северная Европа)
      - Датском
      - Шведском
      - Норвежском
      - Исландском
      - Финском

    - (Южная Европа)
      - Итальянском
      - Португальском
      - Испанском
      - Греческом

    - (Восточная Европа)
      - Польском
      - Чешском
      - Венгерском
      - Русском
      - Украинском
      - Белорусском

    - (Балканы)
      - Румынском
      - Болгарском
      - Хорватском
      - Сербском
      - Албанском
      - Турецком

    - (Прибалтика)
      - Эстонском
      - Литовском

  - (Азия)
    - (Юго-западная Азия)
      - Арабском
      - Иврите

    - (Закавказье)
      - Армянском

    - (Средняя Азия)
      - Казахском

  - (Передняя Азия)
    - Фарси
    - Пушту
    - (Южная Азия)
      - Хинди
      - Урду
      - Непали
      - Бенгали
      - Сингальском
      - Тамильском

    - (Индокитай)
      - Бирманском
      - Кхмерском
      - Индонезийском
      - Лаосском
      - Малайском
      - Тайском
      - Вьетнамском

    - (Юго-Восточная Азия)
      - Монгольском
      - Японском
      - Корейском
      - Уйгурском
      - Тибетском
      - (Филиппины)
        - Бутуанонском
        - Себуанском
        - Центральном бикольском
        - Чабакано
        - Филиппинском
        - Варайском
        - Капампанганском
        - Хилигайон
        - Ибанаг
        - Ибалаи
        - Маранао
        - Пангасинанском
        - Палаванском
        - Илоканском

    - (Африка)
      - Хауса
      - Суахили

Доступны через эфирное радиовещание (цифровое (DRM) (на китайском) и аналоговое на КВ).

### Специализированные радиостанции
- Sounds of the Literary
- Sounds of the elderly
- Entertainment Radio
- Highway Radio

Доступны в отдельных регионах через эфирное радиовещание (аналоговое на УКВ CCIR).

### Региональные радиостанции
- The Sounds of the Chinese — радиостанция для Тайваня
- Sound of the Divine Land — радиостанция для Тайваня
- The Sounds of Huaxia — радиостанция для Гонконга и Макао
- Sounds of the Nationalities — радиостанции для национальных меньшинств
- Tibetan Radio — радиостанция для Тибета
- Uygur Radio — радиостанция для Уйгурии
- Sounds of Hong Kong — радиостанция для Гонконга
- Kazakh Radio — радиостанция для казахских автономий Китая

Доступны в отдельных регионах через эфирное радиовещание (аналоговое на УКВ CCIR).